# 노르드킨반도
노르드킨반도(노르웨이어: Nordkinnhalvøya)는 노르웨이 핀마르크주에 있는 반도이다. 이 반도는 레베스비와 감비크의 지방 자치 단체 사이에서 공유된다. 정착촌은 주로 북쪽 해안과 반도에 집중되어 있으며, 반도의 중간 부분은 사람이 드물게 거주한다. 반도의 주요 마을은 메함, 감비크, 키욜레피요르드 등 북부 해안에 있다. 감비크 근처의 슬레트네스 등대는 유럽 본토에서 가장 북쪽에 있는 등대이다.